# Fuhrmannodesmus lividus
Fuhrmannodesmus lividus är en mångfotingart som beskrevs av Carl 1914. Fuhrmannodesmus lividus ingår i släktet Fuhrmannodesmus och familjen Fuhrmannodesmidae. Inga underarter finns listade i Catalogue of Life.